# Шли солдаты…
«Шли солдаты…» — советский полнометражный чёрно-белый героико-революционный художественный фильм, поставленный на Киностудии «Мосфильм» в 1958 году режиссёром Леонидом Траубергом.
Премьера фильма в СССР состоялась 23 февраля 1959 года.

## Сюжет
Октябрь 1917 года. По братавшимся на передовой солдатам был открыт артиллерийский огонь, оставшиеся в живых рядовые Матвей Крылов и Илья Сорокин дали клятву дойти до Петрограда и потребовать от самого высшего военного начальства прекратить войну. К ним присоединились немецкий пехотинец Якоб Гофман и сестра милосердия Ольга Карцева.
В дороге они помогли большевику Егору остановить воинский эшелон. Не поддались искушению остаться в тихой деревеньке, спрятанной в болотах. Отказались от лёгких денег, которые им сулил их бывший сослуживец Сенька, ставший видным спекулянтом. Попали в тюрьму в небольшом, оккупированном немцами городке, из которой были освобожденны прорвавшимся рабочим отрядом. У самой столицы их схватили казаки и чуть было не расстреляли, как дезертиров.
Преодолев все преграды, солдаты прибыли на место в ночь поднятого большевиками восстания. Оказавшись в Смольном, они стали свидетелями выступления Ленина и услышали озвученный им Декрет о мире. Казалось, войне конец, но для защиты отданной крестьянам земли ещё рано бросать винтовки, и все четверо встали в строй уходящих на новые битвы бойцов.

## В ролях
- Сергей Бондарчук — Матвей Крылов
- Андрей Петров — Илья Сорокин
- Эраст Гарин — Якоб Гофман
- Эльза Леждей — Ольга Карцева
- Михаил Ульянов — Егор
- Мария Пастухова — Надежда Константиновна
- Татьяна Доронина — Христя
- Владимир Белокуров — генерал
- Олег Ефремов — Сенька

## В эпизодах
- Константин Адашевский — городской голова
- Вера Алтайская — хозяйка избы
- Александр Гумбург — казак
- Фёдор Одиноков — командир взвода
- Александр Ширшов — Охримчук, солдат
- Борис Шухмин — крестьянин в тюрьме
- Аполлон Ячницкий — главарь анархистов в ресторане
- В титрах не указаны:
- Георгий Бударов — надзиратель
- Евгений Буренков — большевик на митинге в Смольном
- Галина Волчек — медсестра в ресторане
- Александр Карпов — дед на свадьбе
- А. Колесова — старушка на свадьбе
- Владимир Колчин — немецкий лейтенант
- Николай Кузнецов — зажиточный горожанин
- Николай Кузьмин — солдат у Смольного
- Евгения Лосакевич — классная дама
- Эмилия Мильтон — актриса
- Евгений Моргунов — адъютант генерала
- Александр Орлов — человек из высшего общества в пригороде Петрограда
- Владимир Пицек — артист в ресторане
- Ирина Скобцева — дама в ресторане
- Нина Ургант — вдова в деревне
- Анатолий Чемодуров — адъютант генерала
- Геннадий Юхтин — мужик в тюрьме

- Голосом В. И. Ленина в фильме говорит актёр Максим Штраух (в титрах не указан)
- Закадровый текст читает актёр Борис Чирков (в титрах не указан)

## Съёмочная группа
- Сценарий и постановка — Леонида Трауберга
- Оператор — Аркадий Кольцатый
- Художник — Леван Шенгелия
- Композитор — Владимир Рубин
- Звукооператор — Александр Рябов
- Режиссёры — Э. Захариас, Георгий Щукин
- Комбинированные съёмки:
Оператор — Борис Хренников
Художник — Александр Клименко
- Художник-гримёр — И. Чеченин
- Монтажёр — М. Тимофеева
- Редактор — И. Ростовцев
- Оркестр Управления по производству фильмов
Дирижёр — Марк Эрмлер
- Директор картины — Михаил Левин

## Технические данные
- Обычный формат
- Чёрно-белый
- Моно
- 2350,7 метра
- 86 минут